# Eclissi solare del 12 ottobre 1996
L'eclissi solare del 12 ottobre 1996 è un evento astronomico che ha avuto luogo il suddetto giorno attorno alle ore 14:03 UTC.